# ديفيد زيبيدا
ديفيد زيبيدا (بالإسبانية: David Zepeda)‏ هو ممثل ومغني مكسيكي، ولد في نوغاليس، سونورا، المكسيك في 19 سبتمبر 1974.

## مشواره الفني
ديفيد زيبيدا هو ممثل الذي أشتهر بأفضل أدوار في مختلف المسلسلات، فضلا عن بعض أدواره في الأفلام. ففي فيلم ديسنودوس الذي يعرف بـالعارية كان قد ظهر فيه عارياً في مشهد الجنس الجماعي، وهو الدور الأكثر جرأةً له حتى الآن، وكان أيضا جزءاً من لعبة العراة الأربعة، حيث كان عارياً تماماً.
في عام 2009 شارك زيبيدا بدور الخصم الرئيسي في مسلسل Sortilegio (سحر الحب) الذي كان بـ بطولة الممثل ويليام ليفي والممثلة جاكلين براكامونتاس و الممثلة آنا بريندا كونترايرس أيضا في دور خصم وغابريل سوتو ودانييلا رومو في إدوار رئيسية، والذي عُرض على قناة أبوظبي عام 2011.
عام 2010 شارك في مسلسل Soy tu dueña (امرأة من فولاذ) للمنتج نيكاندرو دياز بدور الخصم بجانب لوسيرو وفرناندو كولنج وفي حين غابرييلا سبانيك وسيرجيو غويري في إدوار الخصوم .
عام 2011 قام بدور البطولة مع الممثلة ساندرا إتشيفيريا في مسلسل La fuerza del destino في حين غابريل سوتو في دور خصم، وهو من إنتاج روزي أوكامبو لـ تيلفيزا.
عام 2012 شارك أيضا بدور البطولة في مسلسل Abismo de Pasión (هاوية العاطفة) بجانب الممثلة الفرنسية- المكسيكية انجيليك بوير. وقد عمل أيضا لـ تلفزيون أزتيكا
عام 2013 تألق زيبيدا بدور ريكاردو هو البطل الرئيسي في مسلسل Mentir para vivir للمنتج روزي أوكامبو إلى جانب الممثلة مايرين فيلانويفا.
في جويلية 2013 أصدر ألبوم تحت عنوان Volverte a enamorar.
في أكتوبر 2014 وقع زيبيدا مع المنتج نيكاندرو دياث بـ مسلسل Hasta el fin del Mundo ليحل محل الممثل بيدرو فيرنانديز البطل الرئيسي الذي كان قد استقال من الدور بسبب قضايا زوجية وصحية٬ بجانب البطلة الرئيسية ماريوري دي سوزا.
في 2016 لعب دور الرئيسي في مسلسل Tres veces Ana بجانب الممثلة انجيليك بوير التي لعبت معه سابقاً وأيضا بجانب سيباستيان رولي.
وهو يقيم حالياً في مدينة مكسيكو (العاصمة).

## أعماله

### المسلسلات
| العام     | العنوان                          | الدور                                            | الملاحظات   |
| --------- | -------------------------------- | ------------------------------------------------ | ----------- |
| 1999      | Marea Brava                      | مركوس                                            | لاول مرة TV |
| 2001      | Como En El Cine                  | باكو                                             |             |
| 2004      | La Heredera                      | فابيان                                           |             |
| 2004      | Los Sánchez                      | عمر                                              |             |
| 2006      | Amores Cruzados                  | دييغو                                            | دور البطولة |
| 2007      | Acorralada                       | ماكسيميليانو "ماكس" إرازابال/أليخاندرو سلفاتييرا | دور البطولة |
| 2009      | Sortilegio (سحر الحب)            | برونو ألبنيز                                     | خصم الرئيسي |
| 2010      | Soy tu dueña (امرأة من فولاذ)    | ألونسو بينالبرت                                  | خصم الرئيسي |
| 2011      | La fuerza del destino            | إيفان ڥيياغومز ماغويري                           | دور البطولة |
| 2012      | Abismo de pasión (هاوية العاطفة) | داميان أرانغو موندراغون                          | دور البطولة |
| 2013      | Mentir para vivir                | ريكاردو سانشيز بريتون                            | دور البطولة |
| 2014–2015 | Hasta el fin del mundo           | خوسيه لويس راميرس "شافا" / سلفادور كروز #2       | دور البطولة |
| 2016      | ثلاث مرات أنا                    | راميرو فوينتيس                                   | دور رئيسي   |

### الأفلام
| العام | العنوان            | الدور |
| ----- | ------------------ | ----- |
| 2004  | Desnudos (العارية) | خوليو |

### المسرح
| العام | العنوان                          |
| ----- | -------------------------------- |
| 2012  | Una Noche de Pasion (ليلة العشق) |

### الأغاني
| العام | تفاصيل الألبوم                                        |
| ----- | ----------------------------------------------------- |
| 2013  | Volverte a Enamorar - الإصدر: 2013 - الصيغ: CD, تحميل |

## الجوائز والترشيحات

### TVyNovelas جوائز
| عام  | معين                             | فئة                                  | نتيجة |
| ---- | -------------------------------- | ------------------------------------ | ----- |
| 2010 | Sortilegio (سحر الحب)            | أفضل ذكر خصم                         | فوز   |
| 2011 | Soy tu dueña (امرأة من فولاذ)    | شاركت نجمة أفضل ممثل                 | رُشِّح   |
| 2012 | La Fuerza del Destino            | أفضل ممثل رئيسي                      | رُشِّح   |
| 2013 | Abismo de pasión (هاوية العاطفة) | أفضل ممثل رئيسي                      | فوز   |
| 2013 | Abismo de pasión (هاوية العاطفة) | El más guapo (Favoritos del público) | فوز   |

### Premios People en Español
| عام  | معين                             | فئة             | نتيجة |
| ---- | -------------------------------- | --------------- | ----- |
| 2010 | Sortilegio (سحر الحب)            | أفضل ذكر خصم    | رُشِّح   |
| 2011 | La Fuerza del Destino            | أفضل ممثل رئيسي | رُشِّح   |
| 2012 | Abismo de pasión (هاوية العاطفة) | أفضل ممثل رئيسي | رُشِّح   |

### Premios Juventud
| عام  | معين                                                   | فئة            | نتيجة |
| ---- | ------------------------------------------------------ | -------------- | ----- |
| 2012 | La Fuerza del Destino Abismo de pasión (هاوية العاطفة) | What a Hottie! | فوز   |

## التعرف على الممثلين أخرين
- ويليام ليفي
- خورخي دي سيلفا
- مايتى بيروني
- انجيليك بوير
- غابريل سوتو

### وصلات خارجية
- ديفيد زيبيدا على موقع IMDb (الإنجليزية)
- ديفيد زيبيدا على موقع أول موفي (الإنجليزية)
- ديفيد زيبيدا على موقع قاعدة بيانات الفيلم (الإنجليزية)